# كونراد ماير (كاتب)
كونراد ماير (بالألمانية: Konrad Meyer)‏ هو باحث وكاتب ألماني، ولد في 15 مايو 1901 في Salzderhelden ‏ في ألمانيا، وتوفي بنفس المكان في 25 أبريل 1973.